# Peters (Mondkrater)
Peters ist ein kleiner Einschlagkrater am nordöstlichen Rand der Mondvorderseite.

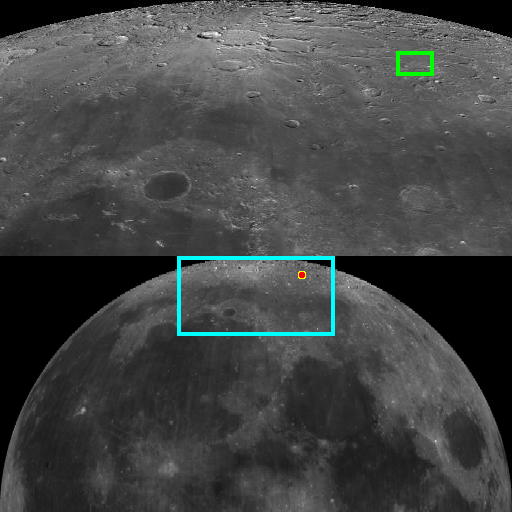
Lage von Peters

Er liegt nördlich des Mare Frigoris, zwischen den Kratern Neison und Arnold.
Der Krater wurde 1935 von der IAU nach dem deutschen Astronomen Christian August Friedrich Peters offiziell benannt.